# Didier Casini
Pour les articles homonymes, voir Casini.
Didier Casini est un footballeur français, né le 19 août 1962 à Ottange en Moselle. Il évolue comme arrière droit du début des années 1980 au début des années 1990.
Après des débuts au sein du club meurthe-et-mosellan de l’AS Nancy-Lorraine, il évolue notamment dans le club du Toulouse FC et également chez le grand rival mosellan du FC Metz où il termine sa carrière professionnelle.

## Biographie
Didier Casini dispute 315 rencontres de Division 1 pour 4 buts marqués. 
Sous les couleurs du Toulouse FC, il dispute 2 matches de coupe d’Europe lors de la saison 1987-1988.

## Statistiques
Le tableau ci-dessous résume les statistiques en match officiel de Didier Casini durant sa carrière de joueur professionnel.
| Saison                | Club                  | Championnat           | Championnat | Championnat | Coupe(s) nationale(s) | Coupe(s) nationale(s) | Compétition(s) continentale(s) | Compétition(s) continentale(s) | Compétition(s) continentale(s) | Barrages d'accession | Barrages d'accession | Total | Total |
| Saison                | Club                  | Division              | M.          | B.          | M.                    | B.                    | Comp.                          | M.                             | B.                             | M.                   | B.                   | M.    | B.    |
| 1982-1983             | AS Nancy              | Division 1            | 37          | 0           | 1                     | 0                     | -                              | -                              | -                              | -                    | -                    | 38    | 0     |
| 1983-1984             | AS Nancy              | Division 1            | 38          | 1           | 5                     | 0                     | -                              | -                              | -                              | -                    | -                    | 43    | 1     |
| 1984-1985             | AS Nancy              | Division 1            | 34          | 1           | 2                     | 0                     | -                              | -                              | -                              | -                    | -                    | 36    | 1     |
| 1985-1986             | AS Nancy              | Division 1            | 37          | 0           | 1                     | 0                     | -                              | -                              | -                              | 2                    | 0                    | 40    | 0     |
| 1986-1987             | AS Nancy              | Division 1            | 37          | 0           | -                     | -                     | -                              | -                              | -                              | -                    | -                    | 37    | 0     |
| 1987-1988             | Toulouse FC           | Division 1            | 28          | 1           | 5                     | 0                     | C3                             | 2                              | 0                              | -                    | -                    | 35    | 1     |
| 1988-1989             | Toulouse FC           | Division 1            | 25          | 0           | 2                     | 1                     | -                              | -                              | -                              | -                    | -                    | 27    | 1     |
| 1989-1990             | FC Metz               | Division 1            | 29          | 1           | 3                     | 0                     | -                              | -                              | -                              | -                    | -                    | 32    | 1     |
| 1990-1991             | FC Metz               | Division 1            | 27          | 0           | 1                     | 1                     | -                              | -                              | -                              | -                    | -                    | 28    | 1     |
| 1991-1992             | FC Metz               | Division 1            | 23          | 0           | 1                     | 0                     | -                              | -                              | -                              | -                    | -                    | 24    | 0     |
| Total sur la carrière | Total sur la carrière | Total sur la carrière | 315         | 4           | 21                    | 2                     | -                              | 2                              | 0                              | 2                    | 0                    | 340   | 6     |

### Coupe d’Europe
Ses matches de Coupe d’Europe
| Match | Saison    | Date       | Compétition     | Tour     | Adversaire | Résultat |
| 1     | 1987-1988 | 16/09/1987 | Coupe de l’UEFA | 1er tour | Panionios  | 5-1      |
| 2     | 1987-1988 | 30/09/1987 | Coupe de l’UEFA | 1er tour | Panionios  | 1-0      |